# Eismann
Eismann è un'azienda alimentare tedesca che vende a domicilio surgelati e gelati.